# مجموعة دول إفريقيا والكاريبي والمحيط الهادئ

مجموعة دول أفريقيا والكاريبي والمحيط الهادي

مجموعة الكاريبي
مجموعة شرق وجنوب أفريقيا
مجموعة الهادي
مجموعة غرب أفريقيا
مجموعة جنوب أفريقيا
مجموعة وسط أفريقيا
مجموعة شرق أفريقيا

مجموعة دول إفريقيا والكاريبي والمحيط الهادئ ( African, Caribbean and Pacific Group of States (ACP) ) هي مجموعة من البلدان في إفريقيا والكاريبي والمحيط الهادي التي تم إنشاؤها بموجب اتفاقية جورج تاون في عام 1975. وتتمثل الأهداف الرئيسية للمجموعة في التنمية المستدامة والحد من الفقر داخل الدول الأعضاء فيها، وكذلك دمجها بشكل أكبر في الاقتصاد العالمي. جميع الدول الأعضاء، باستثناء كوبا، موقعة على اتفاقية كوتونو مع الاتحاد الأوروبي.
اتفاق كوتونو (الموقع في كوتونو، بنين في يونيو 2000) هو التالي لاتفاقيات لومي. أحد الاختلافات الرئيسية في اتفاقية لومي هو توسيع نطاق الشراكة لتشمل جهات فاعلة جديدة مثل المجتمع المدني والقطاع الخاص والنقابات العمالية والسلطات المحلية. وتشارك هذه في المشاورات والتخطيط لاستراتيجيات التنمية الوطنية، مع توفير إمكانية الوصول إلى الموارد المالية والمشاركة في تنفيذ البرامج.
العديد من الدول الجزرية الصغيرة النامية هي دول أعضاء في هذه المجموعة؛ تم تنقيح اتفاقية لومي الرابعة في عام 1995 في موريشيوس وتولي اهتمامًا خاصًا للبلدان الجزرية في هذا الاتفاق.

## الدول الأعضاء

### أفريقيا
تشارك البلدان الأفريقية الأعضاء في مجموعة ACP في خمس مجموعات من اتفاقيات الشراكة الاقتصادية  (غرب إفريقيا، CEMAC ، مجتمع تنمية جنوب إفريقيا ، مجتمع شرق إفريقيا ، شرق وجنوب إفريقيا) مع الاتحاد الأوروبي.
| "مجموعة غرب أفريقيا" (ECOWAS وموريتانيا) - بنين - بوركينا فاسو - الرأس الأخضر - ساحل العاج - غامبيا - غانا - غينيا - غينيا بيساو - ليبيريا - مالي - موريتانيا - النيجر - نيجيريا - السنغال - سيراليون - توغو "المجموعة الإقتصادية لدول وسط أفريقيا - الكاميرون - جمهورية إفريقيا الوسطى - تشاد - جمهورية الكونغو الديمقراطية - جمهورية الكونغو - غينيا الاستوائية - الغابون - ساو تومي وبرينسيب | مجموعة شرق أفريقيا EAC - بوروندي - كينيا - رواندا - تنزانيا - أوغندا • جنوب السودان "مجموعة جنوب وشرق أفريقيا" (COMESA) - جزر القمر - جيبوتي - إرتريا - إثيوبيا - مدغشقر - مالاوي - موريشيوس - سيشل - الصومال - السودان - زامبيا - زيمبابوي مجموعة التنمية لأفريقيا الجنوبية SADC - أنغولا - بوتسوانا - ليسوتو - موزمبيق - ناميبيا - جنوب إفريقيا - إسواتيني |

### منطقة البحر الكاريبي
| - أنتيغوا وباربودا - جزر البهاما - باربادوس - بليز - كوبا - دومينيكا - جمهورية الدومينيكان - غرينادا | - غيانا - هايتي - جامايكا - سانت كيتس ونيفيس - سانت لوسيا - سانت فينسنت والغرينادين - سورينام - ترينيداد وتوباغو |

تتشارك جميع بلدان المجموعة الكاريبية بالإضافة إلى مجموعة جمهورية الدومينيكان في اتفاقية الشراكة الاقتصادية CARIFORUM (EPA) مع الاتحاد الأوروبي (EU).

### دول المحيط الهادي
| - فيجي - جزر كوك - كيريباتي - جزر مارشال - ولايات ميكرونيسيا المتحدة - ناورو - نييوي | - بالاو - بابوا غينيا الجديدة - ساموا - جزر سليمان - تيمور الشرقية - تونغا - توفالو - فانواتو |

تتشارك جميع الدول النامية الأعضاء في مجموعة منتدى جزر المحيط الهادي وتيمور ليستي في اتفاقية حماية المحيط الهادئ مع الاتحاد الأوروبي.

### شمال المحيط الأطلنطي
في هذه المنطقة تقع دول وأقاليم ما وراء البحار التابعة للاتحاد الأوروبي في غرينلاند وسان بيير وميكلون، ولكن لا توجد دول في مجموعة أفريقيا والكاريبي والمحيط الهادئ.

### جنوب المحيط الأطلنطي
في هذه المنطقة تقع دول OCTs من الاتحاد الأوروبي في سانت هيلانة وجزر فوكلاند، ولكن لا توجد دول في مجموعة ACP. ومع ذلك، تقوم سانت هيلانة بتطوير روابط مع مجموعة SADC EPA.

### المناطق غير المأهولة
لا تشارك مناطق OCTs من الاتحاد الأوروبي غير المأهولة في التكامل الإقليمي ولا تتلقى تمويلًا للتنمية من الاتحاد الأوروبي.
- إقليم المحيط الهندي البريطاني، يقع في المحيط الهندي.[5]
- الأقاليم الجنوبية الفرنسية والقطب الجنوبي، وتقع في المحيط الهندي.[7]
- جورجيا الجنوبية وجزر ساندويتش الجنوبية ، وتقع في جنوب المحيط الأطلسي، وبالتالي في مجموعة مع OCTS المأهولة هناك.
- مقاطعة أنتاركتيكا البريطانية، التي تقع بالقرب من جنوب المحيط الأطلطني، وبالتالي في مجموعة مع OCTS المأهولة هناك.

## تسميات خاصة
تعترف اتفاقية كوتونو بالتحديات المحددة التي تواجهها البلدان الأقل نمواً والبلدان غير الساحلية والجزر في تنميتها الاقتصادية. لذلك يتم منح هذه الدول معاملة أفضل من غيرها من الدول الأعضاء في مجموعة ACP. تم تحديث نص اتفاقية كوتونو في عامي 2005 و 2010، لكن القوائم لم تتغير، على الرغم من أن القائمة الفعلية لأقل البلدان نمواً كما حددتها الأمم المتحدة قد تغيرت: لقد خرجت الرأس الأخضر من وضع أقل البلدان نمواً في ديسمبر 2007، بينما دخلت السنغال في عام 2001 وتيمور الشرقية في عام 2003. وبالتالي، لا ينبغي اعتبار القوائم التالية بمثابة قوائم فعلية لأقل البلدان نمواً والجزر في أفريقيا والبحر الكاريبي والمحيط الهادئ (بعض الجزر غير مدرجة أيضاً).
يسرد الملحق السادس من اتفاقية كوتونو التسميات التالية:

### دول مجموعة ACP الأقل تطوراً
- أنغولا
- بنين
- بوركينا فاسو
- بوروندي
- الرأس الأخضر
- جمهورية افريقيا الوسطى
- تشاد
- جزر القمر
- جمهورية الكونغو الديموقراطية
- جيبوتي
- غينيا الاستوائية
- إريتريا
- أثيوبيا
- غامبيا
- غينيا
- غينيا بيساو
- هايتي
- كيريباس
- ليسوتو
- ليبيريا
- مدغشقر
- مالاوي
- مالي
- موريتانيا
- موزمبيق
- النيجر
- رواندا
- ساموا
- ساو تومي وبرينسيبي
- سيرا ليون
- جزر سليمان
- الصومال
- سودان
- تنزانيا
- توفالو
- ليذهب
- أوغندا
- فانواتو
- زامبيا

أقل البلدان نمواً هي: أنغيلا، مايوت، مونتسيرات، سانت هيلانة، جزر تركس وكايكوس، واليس وفوتونا، سانت بيير وميكلون.

### دول مجموعة ACP غير الساحلية
- بوتسوانا
- بوركينا فاسو
- بوروندي
- جمهورية افريقيا الوسطى
- تشاد
- أثيوبيا
- ليسوتو
- مالاوي
- مالي
- النيجر
- رواندا
- اسواتيني
- أوغندا
- زامبيا
- زيمبابوي

### الدول الجرز في مجموعة ACP
- أنتيغوا وبربودا
- الباهاما
- بربادوس
- الرأس الأخضر
- جزر القمر
- كوبا
- دومينيكا
- جمهورية الدومنيكان
- فيجي
- غرينادا
- هايتي
- جامايكا
- كيريباس
- مدغشقر
- موريشيوس
- ناورو
- بابوا غينيا الجديدة
- سانت كيتس ونيفيس
- القديسة لوسيا
- سانت فنسنت وجزر غرينادين
- ساموا
- ساو تومي وبرينسيبي
- سيشيل
- جزر سليمان
- تونغا
- ترينداد وتوباغو
- توفالو
- فانواتو

## روابط خارجية
- أمانة مجموعة دول أفريقيا والكاريبي والمحيط الهادئ
- ACP-EU الجمعية البرلمانية المشتركة
- ملف التعاون بين دول أفريقيا والبحر الكاريبي والمحيط الهادئ
- أصوات أفريقية: حول مساعدات المفوضية الأوروبية لأفريقيا
- The Courier - مجلة التعاون والعلاقات بين أفريقيا ومنطقة البحر الكاريبي والمحيط الهادئ والاتحاد الأوروبي
- مجلة CTA حول الزراعة في دول ACP ، <i id="mwAjs">سبور</i>
- موقع على شبكة الإنترنت للتعاون الأوروبي لدول ACP